# Bleach (манга)
Блийч (на японски: ブリーチ; на английски: Bleach) е манга поредица от Тите Кубо, която за първи път се появява във Weekly Shonen Jump, през август 2001 година.
Блийч проследява приключенията на Ичиго Куросаки, един ученик със способността да вижда духове, и Рукия Кучики шинигами (в превод значи Косач на души или буквално „Бог на Смъртта“). В ранните етапи историята се фокусира върху главните герои, но след като обстоятелствата се променят, историята започва да влиза все по на дълбоко и дълбоко в света на тези богове на смъртта.
Манга поредицата е адаптирана в анимационни телевизони серии, две ОВИ, 4 анимационни филма, рок спектакъл, безброй видео игри, както и поредици от карти. Общите продажби на мангата са достигнали 40 милиона копия в Япония. Мангата получава наградата „Shogskukan Manga“ през 2005 година, а анимето е било номинирано няколко пъти в Американските Аниме Награди.

## История
Ичиго е объркан тийнейджър, който винаги е имал способността да вижда духове. Историята започва с появата на странно облечено момиче в спалнята му, което е доста изненадано, че той изобщо може да я вижда. Това момиче е Рукия Кучики и е шинигами (косач на души). Последващия им разговор е прекъснат от появата на Холоу (Hollow – празнина) – зъл дух. Рукия се бие с духа, но е лошо ранена и прехвърля силите си на Ичиго, за да му даде шанс да спаси себе си и семейството си. Ичиго побеждава холоула само с един удар на своето занпакту (занпакту – оръжие на шинигамите).
На следващия ден Рукия се появява в училището на Ичиго като ученичка. За негова голяма изненада, сега тя е нормален човек. Оказва се, че духовната сила на Ичиго е причинила пълното изсмукване на силите на Рукия, като я е оставил затворена в гигай – изкуствено тяло. Докато тя възстановява способностите си, Ичиго трябва да поеме задълженията ѝ и да се грижи за града, като се бие със злите духове

## Герои
Всички „Блийч“ герои са „души“. Живите хора държат своите души в телата си, докато душите без тела или духовете, имат своя форма, която е съставена от духовна енергия наречена reiatsu, която копира човешката анатомия, като оставим на страна стареенето. В Блийч съществуват множество от различни духове.

### Главни герои
Ичиго Куросаки озвучен от: (на японски: Masakazu Morita; на английски: Johnny Yong Bosch)
Главният герой в Bleach. Той е петнадесетгодишно момче с оранжева коса, което може да вижда духове откакто се помни. Има две по-малки сестри – Карин и Юзу. Майка му умира, когато той е на 9, след като е нападната от холоу.
Един ден той и неговото семейство са нападнати от холоу заради голямата им духовна сила (по-късно се разбира, че Айзен Соусуке е изпратил този холоу). Кучики Рукия, шинигами, се опитва да защити Ичиго от холоуа, но бива тежко ранена. Тогава тя прехвърля 1/2 от силите си в Ичиго, но поради това, че той има много голяма духовна сила той взема цялата ѝ сила – превръщайки себе си в шинигами. След това той приема напълно тази роля, което означава да защитава всеки нападнат от холоуи. За малък период от време Ичиго показва, че може да прави много неща, които нормален човек не да може да прави – като битки на неговото ниво и способността да използва Духовни Нишки (с Духовните Нишки може да се види духовната аура на всяка душа наблизо, дори и най-слабите. Нишките на обикновените души са оцветени в бяло, нишките на шинигамите са червени, а тези на Куиншитата – сини).
След като Рукия е изпратена в Soul Society (общество на душите), за да бъде екзекутирана понеже е дала силите си на човека, той решава да я спаси заедно с приятелите си.
Рукия Кучики озвучена от: (на японски: Fumiko Orikasa; на английски: Michelle Ruff)
Рукия е ниско момиче с черна коса и виолетови очи. Твърди, че е на около 150 години. Има мания към всичко свързано с Chappy. Тя е първият истински шинигами, който Ичиго среща. Скоро след срещата им, Рукия е тежко ранена в опита си да предпази Ичиго от холоу. За да спаси и двамата тя прехвърля силите си в Ичиго, но поради голямата му духовна сила нейните сили на шинигами временно изчезват. Тя остава в истинския свят като партньор и учител на Ичиго, който е неопитен в работата си като шинигами. Рукия остава в гигай (временно човешко тяло), докато нейните сили се възвърнат. Преструва се на обикновена ученичка пред съучениците на Ичиго, за да е по-близко до него, в случай че се появи холоу.
Близо месец след първата ѝ среща с Ичиго, Рукия е принудена да се върне обратно в Soul Society, където ще бъде съдена за престъпленията си, а именно, че е прехвърлила силите си в човешко същество.
Орихиме Иноуе озвучена от: (на японски: Yuki Matsuoka; на английски: Stephanie Sheh)
Иноуе е една от съученичките на Ичиго. Тя е влюбена в него, но той не подозира. Има мания към храна. Загубва своя брат в пътен инцидент. По-късно той се връща като холоу, защото е погълнат от друг холоу и понеже всеки холоу напада първо най-близките си, той отива в света на хората, за да изяде нейната душа. Но точно преди да го направи, благодарение на Ичиго, той осъзнава, че това, което прави е грешно, и затова той решава да се прочисти, като се прободе със занпакутоуто на Ичиго и изчезне. След контакт с Ичиго като шинигами нейната духовна сила се пробужда. Освен това понеже в гигайа, който и е дал Урахара Кисуке е вкарано Хоугиокото (Сфера на Разрушението), което прави възможни желанията на хората около него, така че тя получава умения да манипулира времето и пространството. След като Рукия отива в Soul Society (Светът на душите), Иноуе, заедно с приятелите си, решават да отидат там, за да я спасят.
Ясутора „Чад“ Садо озвучен от: (на японски: Hiroki Yasumoto; на английски: Jamieson Price)
Садо е мускулест приятел на Ичиго, който е много силен. Често Ичиго го нарича Чад. Той е от мексикански произход. Обича да носи хавайски ризи. Въпреки ръста и силата му, той е миролюбив и напада само за да помогне на някого. След контакт с формата на Ичиго като шинигами той успява да пробуди неговата духовна сила и понеже в гигайа, който Урахара Кисуке е дал на Рукия, е вкарано Хоугиокото (Сфера на Разрушението), което прави възможни желанията на хората около него, така че той получава умения подобни на тези на Холоу.
Уриу Ишида озвучен от: (на японски: Noriaki Sugiyama; на английски: Derek Stephen Prince)
Ишида е последният оцелял Куинси (Унищожител). Таи дълбока омраза към шинигамите, включително и към Ичиго, но с течение на времето започва да го приема, докато накрая не му става приятел.

### Типове герои
В Блийч основно героите могат да се радзделят на хора и духове. Хората обикновено са си най-нормални и изобщо не могат да виждат духове или да ги усещат. Но хора от вида Куинши могат не само да ги виждат, но и да се бият с тях на едно равнище. Хора, които не могат да усещат духове, могат да придобият тази способност, ако прекарат достатъчно време до концентрирано количество духовна енергия, какъвто е случая с Чад и Орихиме. Духовете имат форма изградена от рейатсу, която има анатомия подобна на човешката с органи и кръв. Надолу са изброени видовете духове и хора.
- ПЛЮС

Това е обикновен дух на умрял човек. От гърдите им виси веригата на съдбата. Ако душата на жив човек бъде отделена от тялото, то веригата ще го свързва с него и ако се скъса, човекът умира. Ако веригата е свързана с някакъв предмет, то когато бъде скъсана, плюсът започва да се превръща в холоу и единственият начин да бъде спасен е да бъде погребан от шинигами. Плюсовете отиват в обществото на духовете, когато бог на смъртта извърши ритуала духовно погребване. Духовете обикновено не умират, освен ако са убити или изядени, въпреки че е възможно да умрат и от някакво заболяване. Когато дух умре, душата му се връща отново в света на хората и се ражда като нов човек.
- ШИНИГАМИ

Познати още като косачи на души. Те също са духове и не могат да бъдат виждани от обикновените хора. Живеят в обществото на духовете и основната им задача е да убиват злите духове. Те използват занпакутоу (убийци на души – мечове), демонска магия (кидо) и бой с ръце, за да се бият. Ако шинигами от капитански или лейтенантски ранг отидат в човешкия свят, силата им се намалява пет пъти чрез специална магия (която може да се премахне при нужда), за да не нанесат щети на този свят.
Съществува група шинигами, наречена вайзард, който са придобили сили на холоу.
- КУИНСИ

Те са група хора, които се бият със злите духове, използвайки лъкове от духовна енергия. Те са почти изчезнали, като единствения известен представител е Уриу Ишида. Причината за това е, че шинигами са ги избили преди 200 години. Те събират и използват енергията от средата, в която се намират, и така се бият. За разлика от шинигами, които когато убият холоул, пращат душата му в обществото на духовете, куинси направо ги унищожават. Ако това е продължило, то равновесието е щяло да бъде нарушено и световете са щели да загинат.
- МОДИФИЦИРАНИ ДУШИ

Те са изкуствено създадени от шинигами, за да се бият със зли духове. Влизат в мъртви тела чрез малки таблетки, в които се съхраняват, и неколкократно увеличават силата и бързината им. Само че проектът е прекратен заради нехуманността му. Което означава унищожаването на тези души. Но се оказва, че не всички са унищожени.
- ХОЛОУ

Те са зли духове, обитаващи Хуеко Мундо и също като шинигами не могат да бъдат виждани от обикновените хора. Те идват в човешкия свят, за да се хранят с души. Привличат ги тези с по-голяма духовна енергия. Всички носят маски, които скриват човешката им същност и ги превръщат в гладни зверове. Един холоу е изгубил вида си на човек, като приема друга форма и носи маска. По-силните холоу изяждат по-слабите и се превръщат в Менос Грандес, което увеличава размера и силата им, като им позволява да използавт техника, наречена Cero, което представлява концентрирана енергия, изстреляна под формата на лъч с диаметър около 1 метър. Следващият вид Менос, са Менос Гилиан, те разчитат единствено на Cero-то си, което е в пъти по-силно от това на Менос Грандес, те са високи (около 20 – 25 метра), носят черна роба и нямат никакъв интелект. Още по-силни са Менос Аджучас, те са със силен интелект, сравнително високи (до 7 метра), също така са силни в близък бой и Cero-то им е доста по-мощно от това на Гилианите. Най-мощните Меноси са Менос Васто Лорде, те почти напълно са приели човешка форма, те са с височна до 3 метра и са по-силни от Шинигами с нормална капитанска сила.
- БАУНТО

Също като куинши и те са хора с развити духовни сили. За разлика от тях обаче, те не се бият с холоу, а ядат души. Всяка душа, която погълнат, удължава живота им и теоретично могат да живеят вечно. Обикновено се хранят с духовете на мъртви хора, но са започнали да убиват и живи, като изсмукват душите им и оставят само пепел. Те носят със себе си живи кукли, коото използват за оръжие. Куклите могат да говорят и да се движат самостоятелно и ако бъдат убити, умира и баунто, който ги контролира.
- АРАНКАР

Аранкарите са холоуи, които са успели да заключат част от холоу-силите си в меч, което им позволява да имитират способността на Шинигамитата да освобождават пълната си сила, като извикват името на занпакутоуто си. Името Аранкар всъщност е испански глагол, който означава „Махам“, „Откъсвам“. Обитават Хуеко Мундо. Колкото по-малко маска имат, толкова по-силни са.
- ВАЙЗАРД

Вайзардите са много мистериозни хора. Знае се, че те са група бивши Шинигамита (много от които с ранг Капитан), които са успели да усвоят силите на Холоу. В „отрицателните“ глави е направена подробна ретроспекция на превръщането им във Вайзарди. Виновник за това е Айзен Соусуке, който по това време още не е капитан.

## Светове
- Човешкият свят

Човешкият свят в Блийч е модерна Япония, като действието е съсредоточено най-вече в един квартал на Токио, наречен Каракура. Хората тук сами са беззащитни за атаките на злите духове, но за тяхно щастие в човешкия свят постоянно има присъствие на шинигами, какъвто става Ичиго.
- Обществото на Духовете

Още наречен обществото на душите (Soul Society) покрива представата за задгробния живот. Този свят се състои от огромен град, обграден от каменна стена, в центъра и 80 области около него. Тези области са известни под името Руконгай (град на скитащите души) и са мястото, където живеят душите на обикновените хора. Номерът на областта е и показател за качеството на живот в нея. Област 1 е мирна и законна, докато област 80 е пълна с престъпници и е с мизерни условия.
- Хуеко Мундо

Това е зоната между света на хората и обществото на духовете. Това е мястото, което злите духове (холоу) обитават, когато не са в света на хората или в света на духовете и където са почти недоловими. Входът за този свят представлява разкъсване в материята на човешкия свят. За вход трябва да се отвори така наречената Garganta.
- Адът

Малко се знае за ада. Един занпакто може да пречисти един холоу единствено от злините, направени след холоу трансформацията му. Ако душата е правила злини преди смъртта си, то, вместо да бъде пратена в обществото на духовете, тя отива в Ада.
- Precipice World

Precipice World е успоредно измерение, използвано от шинигамитата за придвижване между Soul Society и Човешкия свят. Когато отворят Сенкай Гейт, те обикновено ползват един и същ Precipice World за преминаване, в който 2000 секунди са 1 секунда извън него. За да се предотврати злоупотребяването с този свят е изобретен The Cleaner, който минава на кратък интервал от време и помита всичко на пътя си, друга система за защита е слузеста и лепкава плазмена течност, предвидена да залива и удавя минаващите (The Cleaner съществува и за да почиства тази плазмена течност). Въпреки че се употребява само един Precipice World, съществуват много, но повечето са опасни, защото времето тече много бързо в тях, твърде опасни са или те завеждат на абсолютно различно място при това с гигантско закъснение.

## Филми
Има 4 филма, подредени по дата на излизане:
- Bleach: Memories of Nobody (16 декември 2006)
- Bleach: The DiamondDust Rebellion (22 декември 2007)
- Bleach: Fade to Black – I Call Your Name (13 декември 2008)
- Bleach: Hell Chapter (4 декември 2010)

## Аниме
Анимето съдържа 366 епизода, разделени в 16 сезона.